# Spilosoma palliventata
Spilosoma palliventata är en fjärilsart som beskrevs av Matsumura 1927. Spilosoma palliventata ingår i släktet Spilosoma och familjen björnspinnare. Inga underarter finns listade i Catalogue of Life.